# Ross S. Sterling
Ross Shaw Sterling, född 11 februari 1875 i Anahuac, Texas, död 25 mars 1949 i Fort Worth, Texas, var en amerikansk demokratisk politiker och affärsman inom oljeindustrin. Han var guvernör i delstaten Texas 1931–1933.
Sterling var en av affärsmännen som 1911 grundade Humble Oil and Refining Company. Humble var ett betydande oljebolag som fick sitt namn efter orten Humble, Texas. Standard Oil of New Jersey skaffade 1919 50 % av företagets aktier och Humbles utveckling pågick i nära samarbete med familjen Rockefellers företag. Antitrustlagstiftningen var den främsta orsaken till att Standard Oil of New Jersey inte genast köpte ett majoritet i Humble utan fusionen skedde stegvis i en process som tog flera decennier.
Sterling besegrade Miriam A. Ferguson i demokraternas primärval inför guvernörsvalet 1930 och vann sedan själva guvernörsvalet. Under Sterlings mandatperiod led Texas av den stora depressionen och situationen inom oljeindustrin i Texas var kaotisk. Guvernör Sterling förklarade undantagstillstånd i fyra countyn i östra Texas där oljeproduktionen tillfälligt stannade. En domstol förklarade senare att Sterling hade överskridit sina maktbefogenheter. Ferguson besegrade Sterling i primärvalet 1932.
Frimuraren Sterling avled 1949 i Fort Worth och gravsattes på Glenwood Cemetery i Houston.